# 市オオミヤ
市 オオミヤ（いち オオミヤ、6月24日 - 2024年9月20日）は、京都府出身の俳優。なないろ所属。かつてはキャメルアーツに所属していた。

## 人物
身長180cm。体重97kg。特技は英語。
かつては市 鏡赫（いち きょうかく）や大宮イチ、大楽 源太（だいらく げんた）の名義で活動していた。
2024年9月17日になないろに所属したが、3日後の2024年9月20日に死去した。

## 出演履歴

### 映画
- サラリーマン金太郎（1999年）
- 人間の屑（2001年）
- 青い春（2002年）
- AIKI（2002年）
- ナイン・ソウルズ（2003年）
- 赤目四十八滝心中未遂（2003年）
- female「玉虫」（2005年）
- 濡れた赫い糸（2005年）
- ゲルマニウムの夜（2005年）
- パイルドライバー（2007年）
- スターフィッシュホテル（2007年）
- 蟲師（2007年）
- 蘇りの血（2009年）
- スリー☆ポイント（2011年）
- タコスな夜（2012年）
- モンスターズクラブ（2012年）
- I'M FLASH!（2012年）
- 佐渡テンペスト（2013年）
- 地獄でなぜ悪い（2013年） - 松野拓行 役
- 土竜の唄 潜入捜査官REIJI（2014年）
- テルマエ・ロマエII（2014年）
- トレジャーハンター・クミコ（2015年）
- 龍三と七人の子分たち（2015年）
- 闇金ドッグス（2015年）
- シン・ゴジラ（2016年） ‐ 庭野啓介（官房副長官の秘書官）
- 審判（2018年） - 廷吏
- A Phantom Bloom（2020年）
- i ai（2024年） - 構成員 ※遺作

### テレビドラマ
- 平成夫婦茶碗〜ドケチの花道〜（2000年）
- 時効警察（2006年）
- 女帝 第2・3話（2007年）
- まほろ駅前番外地 第3話（2013年） - 浜口 役
- ネオ・ウルトラQ 第11話（2013年） - モリタ
- ハードナッツ! 〜数学girlの恋する事件簿〜 第2話（2013年）
- 鼠、江戸を疾る（2014年）
- 宮本武蔵（2014年）
- アウトバーン マル暴の女刑事・八神瑛子（2014年）
- 花燃ゆ 第4話（2015年）
- クロハ 〜機捜の女性捜査官〜（2015年）
- ヤメゴク〜ヤクザやめて頂きます〜 第1話（2015年） - 金繁勇 役
- 三匹のおっさん2〜正義の味方、ふたたび!!〜（2015年）
- 仮面ライダービルド（2017年9月3日 - 12月3日、テレビ朝日） - 鍋島正弘 役

### テレビ番組
- アメトーーク!（テレビ朝日）「ビビリ1-グランプリ」脅かし役

番組の中で名前は呼ばれず、「おっさん」と呼ばれることが多い。またこの企画で脅かされる役に回る千原ジュニアとは、『ナイン・ソウルズ』などで共演経験がある。

### Vシネマ
@神様の愛い奴（1998年）
- 月刊 原史奈（2003年）
- 新・闇武者 魔道封印（2010年）

### MV
- Suck a Stew Dry「ウェイクミーアップ」（2015年）

### CM
- NTTドコモ関西（2003年）
- カルビー 堅あげポテト（2004年）
- 21グラム 予告編（2004年）
- キリンビバレッジ（2006年）
- SK-II（2013年）